# Джаму и Кашмир (княжество)
Джаму и Кашмир, известна също като Кашмир и Джаму, е княжеска държава в субсидиарен съюз (разновидност на неравноправен договор) с управлението на Британската източноиндийска компания от 1846 г. до 1858 г. и под „сюзеренството“ (или опеката)) на Британската корона от 1858 г. до Разделянето на Индия през 1947 г., когато се превръща в спорна територия, управлявана понастоящем от три държави: Китай, Индия и Пакистан. Княжеската държава е създадена след Първа индо-пакистанска война, когато Източноиндийската компания, която е анексирала Кашмирската долина, от сикхите като военно обезщетение, след което я продава на раджата на Джаму, Гулаб Сингх, за 75 лакха рупии.
По време на разделянето и политическата интеграция на Индия владетелят на щата Хари Сингх отлага вземането на решение за бъдещето на държавата си. Въпреки това въстанието в Пунч през 1947 г. на скаутите от Гилгит срещу Хари Сингх, подкрепено от неофициални милиции от съседната Северозападна гранична провинция и от пакистанската армия, принуждава Хари Сингх да действа. На 26 октомври 1947 г. Хари Сингх се присъединява към Индия в замяна на преместването на индийски военни в Кашмир, за да се противопоставят на нахлуването на пакистански племенни милиции, подпомагани от пакистанското правителство и военно ръководство. Западните и северните райони, известни днес като Азад Кашмир и Гилгит-Балтистан, преминават под контрола на Пакистан с подкрепата на скаутите от Гилгит, докато останалата територия остава под индийски контрол и по-късно се превръща в администрирания от Индия щат Джаму и Кашмир. Индия и Пакистан определят линия на прекратяване на огъня, разделяща управлението на територията, с посредничеството на ООН, която по план трябва да е временна, но към 2025 г. продължава да съществува.